# Петар Јерусалимски
Петар Јерусалимски (јез-гр старогрчки Πετρος Ιεροσολυμων) је био патријарх Јерусалима од 524. године до своје смрти 544. или 552. године. Његово време  управљања Јерусалимском црквом обележили су сукоби са монофизитима и оригенистима.
Његов живот пре него што је преузео патријаршијску трон није познат. Године 524. постао је наследник патријарха Јована III. Могуће је да је Петар први званично назван „патријарх Јерусалимски“ . Године 530, по наређењу Петра Јерусалимског, чувени монах Сава Освећени отишао је у Цариград да одговори на оптужбе против палестинског монаштва. Ова мисија се завршила успехом, а Сава је добио и помоћ од цара Јустинијана I да обнови цркве порушене током устанка Самарјанаца који се догодио непосредно пре тога .
Након одржаног Сабора у Цариграду 2. маја 536. против епископа антиохијског Севера, цариградског Антима, Петра Апамејског и сиријског монаха Зооре оптужених за монофизитство, 19. септембра исте године Петар је одржао сличан сабор у Јерусалиму. . 530-их година, позиције оригениста су ојачале у Палестини. Не зна се поуздано да ли је њима припадао патријарх Петар, али едикт Јустинијана против оригениста из 543. године није био уперен против њега лично . Међутим, Петар је одбио да потпише овај документ, јер је сумњао да се ради о осуди Халкидонског сабора. Позван у престоницу, под притиском цара, био је принуђен да стави свој потпис. Према сведочењу Кирила Скитопољског, чији је живот Саве Освећеног главни извор података о животу патријарха, у исто време, под утицајем оригенисте Теодора Аскиде, додељена су два синкела Петру да га уходе  . После Петрове смрти 552. године, радикални оригенисти су успели да постигну избор свог присташа Макарија за патријарха . Постоји и верзија да је Петрова смрт наступила 544. године.
Петар је био аутор најмање неколико проповеди. Према белгијском историчару Мишелу ван Есбруку, који их је проучавао, они сведоче о Петровим симпатијама према оригенизму, односно његовом протоктистичком правцу. Са овим ставом се не слаже немачки теолог Алојз Грилмајер, према коме Петрови ставови нису оригенистички, будући да је Петар писао да предмет оваплоћења није претходно постојећи Христов ум, већ Логос, односно друго лице Свете Тројице .